# Шеффены
Ше́ффены (нем. Schöffen) — в средневековой Германии члены судебной коллегии, определявшие наказание вместе с судьёй как председателем суда; позднее судебные заседатели с разными полномочиями.

## История
Происхождение судебной коллегии шеффенов в Германии связано с реформой Карла Великого, относящейся к 770-м годам. (см. Скабины). Институт не успел тогда же пустить прочные корни повсюду. Классической страной шеффенов были земли франкского права; в районе действия алеманнского и баварского права этот институт либо совсем не привился, либо исчез, вытесненный другими судебными институтами; в странах саксонского и фризского права Шеффены появились не скоро после введения института; в северной Голландии их не знали до XIII—XIV вв. (в отдельных местах — даже до XVII).
В городах по нижнему Рейну и по Мозелю шеффены имелись везде, так же, как в Вестфалии и Саксонии; существовали они во Франкфурте и даже в Ульме, где господствующее баварское право, казалось, должно было быть враждебно институту. Не было их в Аугсбурге и верхнерейнских городах — Шпайере, Страсбурге и Базеле. Там, где институт сохранился, в нём осталось в наиболее существенных чертах старое каролингское устройство (описано в ст. Скабины). Это особенно относится к сельским судам шеффены; более прогрессивное городское право внесло в них более значительные изменения
Шеффены, прежде всего, должны были принадлежать к свободному сословию. В большинстве случаев никаких других сословных ограничений не было; лишь в Остфалии и Тюрингии для того, чтобы попасть в число шеффенов в сельских судах, нужно было принадлежать к знати — freie Herren; министериалы не только допускались в число шеффенов, но сделались с XIII века главными носителями этой должности. Обычным условием был также земельный ценз.
Число шеффенов, в согласии со старой традицией, было установлено чаще всего в семь человек; но бывало, что коллегия их состояла из 12 или 14 заседателей.
Компетенция шеффенов в принципе простиралась на одну сотню, но очень часто они заседали и в других сотнях того же графства; практика привела к тому, что шеффены любой сотни действовали безразлично во всем графстве. Суд сотни был судом сотни лишь по форме; по компетенции он был судом графства.
Крайне консервативные по своему устройству сельские суды шеффенов стали исчезать в разных частях Германии ещё в XVII веке. Более устойчивое, так как оно было более гибко и умело лучше приспособляться, городское судоустройство в Германии сохранило шеффенов гораздо дольше.
Уцелевшие после нашествий IX-X вв. и феодальных смут, а также в большинстве случаев возникшие вновь города находились под властью помещиков, которые лично или через своих должностных лиц чинили суд и расправу. Но суд их не был единоличным: начало римского преторского суда было чуждо германскому праву, которое и тут проводило принцип коллегиальности. Шеффены были заседателями в таких сеньориальных судах; они выносили приговор подсудимому.
Когда города приобретают независимость, коллегия шеффенов пополняется из свободного городского населения. Это — пожизненная, самопополняющаяся коллегия. Положение председателя или судьи при ней различно; в одних городах община избирает его совершенно самостоятельно, в других требуется утверждение сеньора, в третьих, наименее свободных, сеньор сам назначает его, не справляясь с мнением горожан. По мере того, как растёт свобода горожан и накопляется богатство, горожане выкупают у сеньора право свободного избрания судьи, если они не получили его раньше.
Суд шеффенов в городах существует не везде; там, где его нет, юрисдикция вручается обыкновенно городскому совету. Иногда обе коллегии — совет и шеффены — существуют рядом или члены совета называются шеффенами и, как таковые, являются заседателями на суде. Таково положение дел в большинстве вестфальских городов. Шеффены были и в Италии, но они исчезли там до середины X века. Законодательство Оттонов уже не застало их там. О шеффенах во Франции — см. Эшевены.